# Distellochdamm

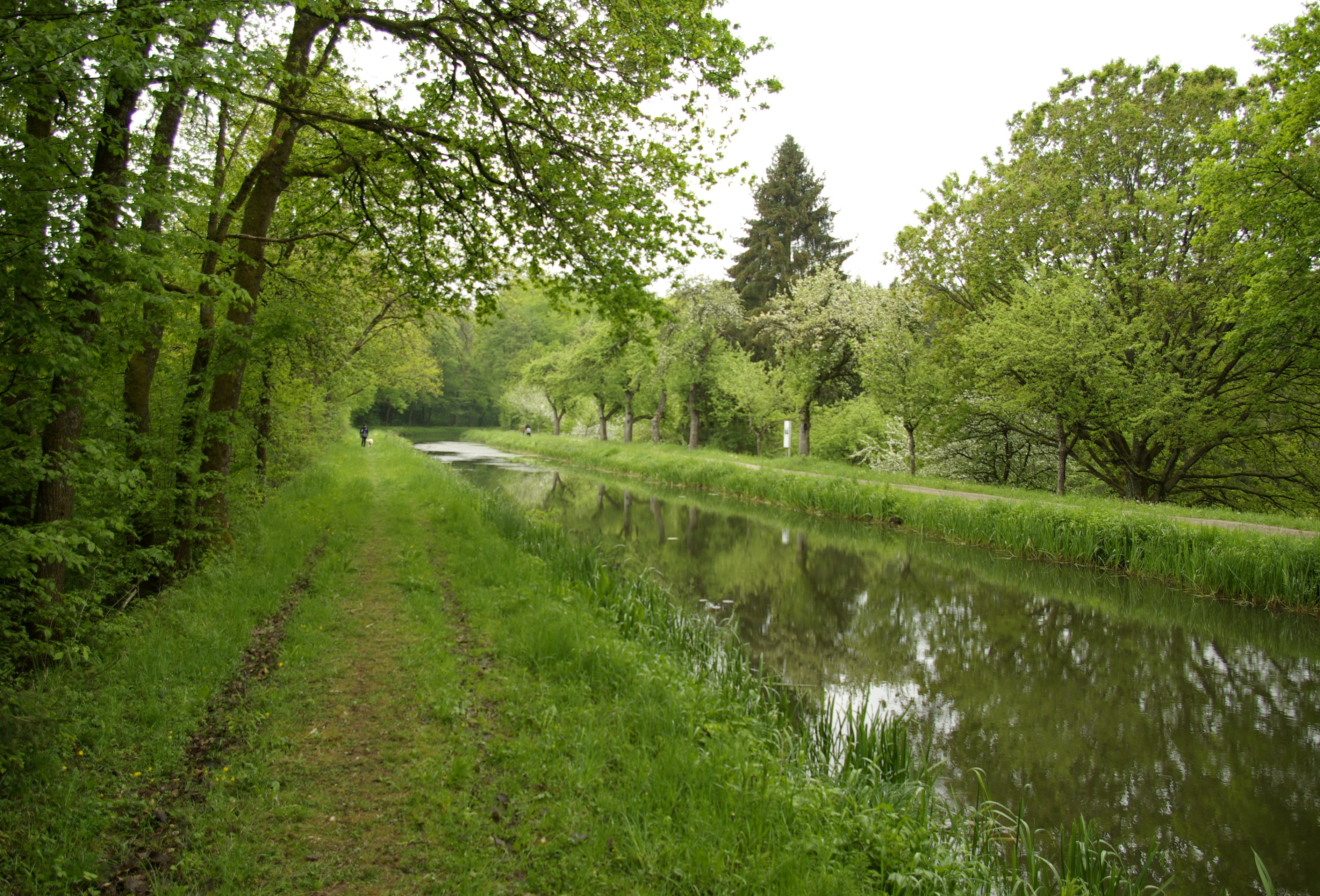
Distellochdamm

Der Distellochdamm ist ein künstlich angelegter Damm nahe der mittelfränkischen Gemeinde Burgthann im Landkreis Nürnberger Land in Bayern.

## Lage
Der Damm ist ein Bestandteil der Scheitelhaltung des ehemaligen Ludwig-Donau-Main-Kanals und liegt auf 417 m ü. NHN. Er befindet sich etwa einen Kilometer südöstlich von Burgthann und liegt in der Gemarkung des Burgthanner Gemeindeteils Oberferrieden. Der Damm ist Bestandteil des Landschaftsschutzgebietes Schwarzachtal mit Nebentälern.

## Beschreibung

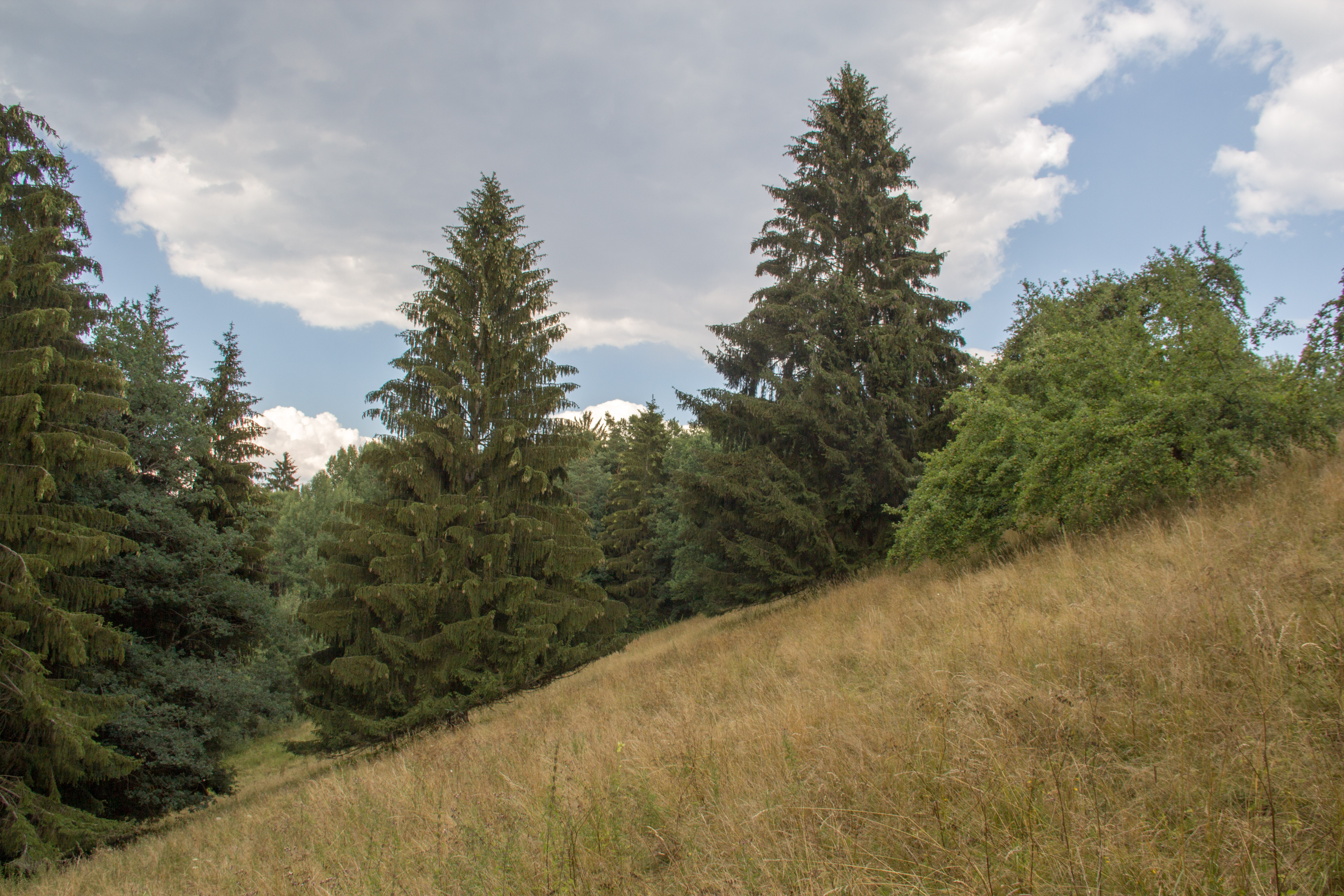
Flora der nördlichen Dammschulter

Der Erddamm überspannt vollständig einen tiefen Taleinschnitt, das namensgebende Distelloch, welches auch Disteldobel genannt wird. Der Damm ist 319 Meter lang und 29 Meter hoch. Zusammen mit dem Gruberbach-, Kettenbach-, Schwarzenbach- und Mühlbachdamm zählt es zu den größten der ehemals 70 errichteten Dämme des Ludwigskanals. Auf der Dammkrone am Kanal selbst führen beidseitig sogenannte Treidelwege entlang. Der nördliche Weg ist geschottert und als Rad- und Wanderweg ausgewiesen. Dieser Weg ist Bestandteil des Fernwanderweges Eppeleinsweg () und des überregionalen Fünf-Flüsse-Radweges. In der Mitte der Dammkrone befindet sich eine Informationstafel, mit Informationen zur Geschichte des Dammes. Der Bewuchs der angrenzenden und steil abfallenden nördlichen Dammschulter ist geprägt von lichten Wiesen, Obstbäumen und einigen mächtigen Laub- und Nadelbäumen. Die südliche Dammschulter ist vollständig bewaldet und durch dichtes Buschwerk nur schwer zugänglich. Der südliche Weg auf der Dammkrone ist unbefestigt und stark durchwurzelt.

## Geschichte

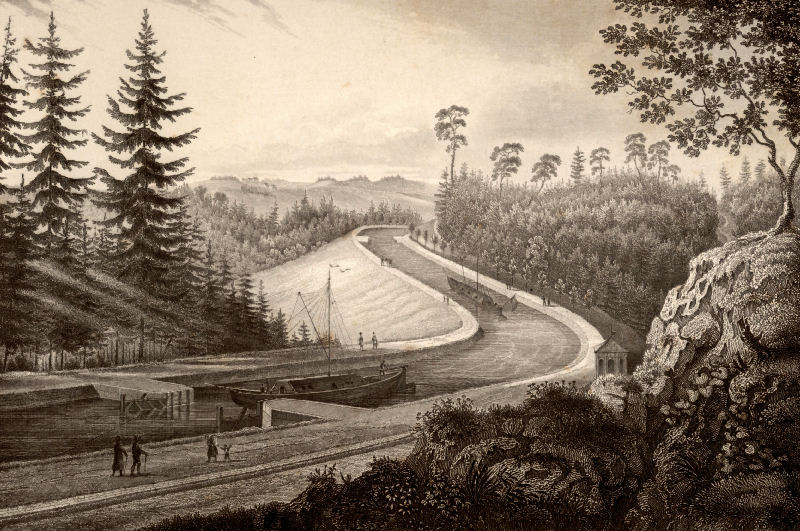
Historische Ansicht des Distellochdamm

Ursprünglich war anstelle des Dammes ein Brückkanal mit fünf Bögen und einer jeweiligen Weite von 14,5 Metern vorgesehen. Aus Kostengründen und um Probleme zu vermeiden, wurde dann doch zugunsten eines Dammbaues entschieden. Für die Ausführung der notwendigen Arbeiten waren bis zu 9000 Arbeiter gleichzeitig tätig. In der „cut and fill“-Technik wurde aus dem westlich gelegenen Guglhof-Einschnitt und dem Dörlbacher-Einschnitt Material zur Aufschüttung verwendet. Das Material war jedoch ungeeignet; zusammen mit widrigen Wetterverhältnissen führte dies mehrmals zu massiven Hangrutschungen. Aus Zeitgründen wurden wegen drohender Vertragsstrafen die Arbeiten auch bei langen Regenperioden und im Winter bei Schnee und Frost fortgeführt. Im Winter 1841/42 während langanhaltenden und ununterbrochenen Regens durchnässte die Füllerde stark und begann, unaufhaltsam abzurutschen.
Versuche, das eindringende Wasser durch Einrammung von Holzpfählen zu unterbinden, brachten nicht den gewünschten Erfolg. Um die Haltbarkeit des Dammes zu erhöhen, wurde nachfolgend der ursprüngliche ungeeignete Schieferton mit Sand vermischt. Der Sand wurde unter großem Aufwand aus einer Entfernung von sieben Kilometern über den bereits gefluteten Teilabschnitt des Kanals herbeigeschafft. Im weiteren Ausbau wurde der Damm zusätzlich verbreitert und erreichte an manchen Stellen das Vierfache der ursprünglich geplanten Dammbreite. Ergänzend wurden am östlichen Talhang des Distelloches Entwässerungsstollen und Drainagen angelegt. Diese sollten eine Durchfeuchtung des Dammes verhindern. Letztendlich führte nur die Kombination verschiedener und kostspieliger Maßnahmen zum Erfolg und weitere Rutschungen wurden nachhaltig unterbunden. Das Maßnahmenpaket war eine Verbreiterung des Dammfußes, die Anlage von Drainagen und Entwässerungsstollen sowie eine Verlängerung des Bach-Durchlasses des Tiefenbaches. Durch die Verbreiterung der Dammsohle musste der Bachdurchlass entsprechend verlängert und durch Einbringen von mehreren Stufen nahe dem Auslaufportal in seinem Lauf korrigiert werden.
Der Damm ist vom Bayerischen Landesamt für Denkmalpflege als Bau- und Bodendenkmal ausgewiesen.

## Sicherheitstore

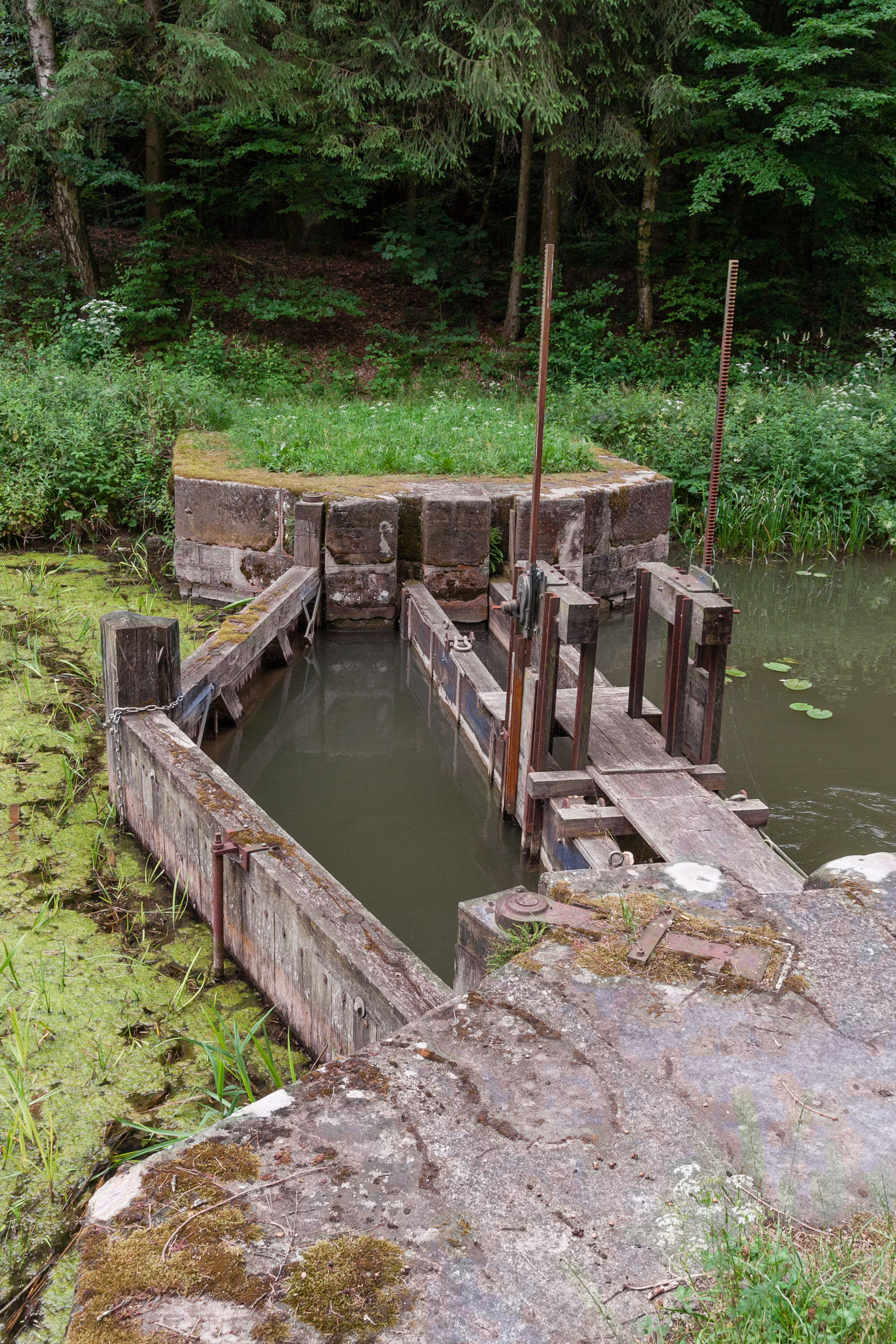
Östliches Sicherheitstor

Beidseitig des Dammes wurden bei der Erstellung im Kanal sogenannte Sicherheitstore angebracht. Derartige Sicherheitstore wurden vornehmlich auf der Scheitelhaltung oder bei längeren Schleusenhaltungen an kritischen Stellen in den Kanal eingebaut. Bei einer Havarie sollten die beweglich gelagerten Tore ein vollständiges Auslaufen verhindern. Die beiden Eichenholztore waren im Regelbetrieb offen und leicht V-förmig entgegen der Richtung der möglichen Schadstelle beweglich eingebaut. Bei Auftreten einer ungewöhnlichen Strömung schlossen die beiden Tore von selbst und sperrten den Kanal ähnlich wie ein Schleusentor ab. Sie dienten aber auch dazu, den Kanal für notwendige Revision- oder Instandhaltung in Teilabschnitten trockenzulegen. Dafür wurden sie manuell geschlossen und der betreffende Kanalabschnitt kontrolliert abgelassen.
Das östliche Sicherheitstor ist doppelt ausgelegt und sichert zum einen den Distellochdamm und zusätzlich den östlich anschließenden Schwarzenbachdamm. Heute sind die beiden Tore stets geschlossen.
Das westliche Sicherheitstor sichert nur den Distellochdamm. 2018 wurde das nördliche Tor für eine Restauration ausgebaut.

## Tiefenbach

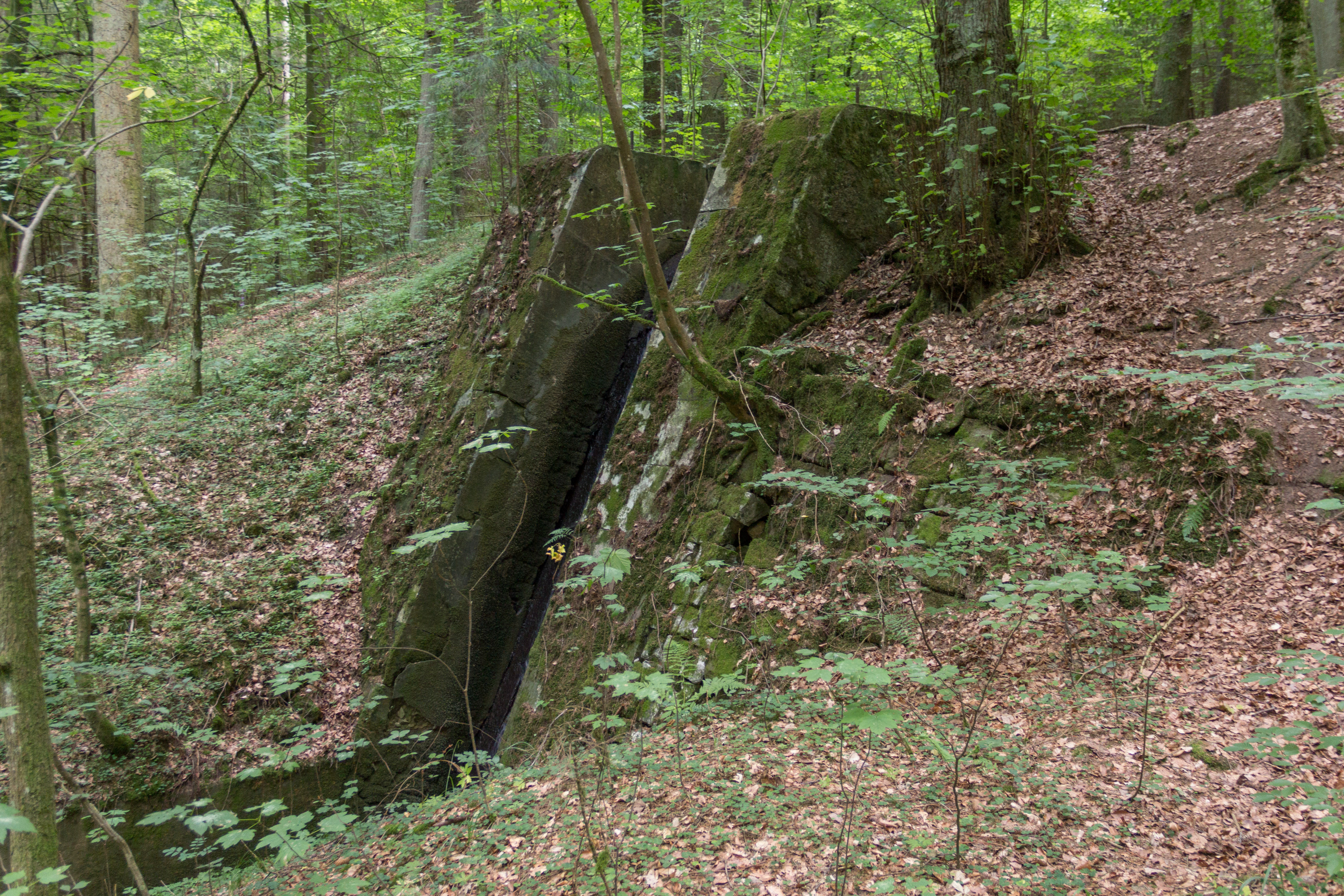
Der Tiefenbachabsturz

Durch den Dammbau wurde der natürliche Verlauf des Tiefenbaches unterbrochen. Der etwa drei Kilometer lange Bach entspringt bei Oberferrieden und sammelt in seinem Verlauf das Wasser von weiteren Wald- und Wiesengräben. Der mittlere Abfluss ist eher gering, aber kann bei Schmelz- und Hochwasser stark zunehmen. Der Tiefenbach entwässert 500 Meter nördlich des Distelloches in den Schwarzenbach der bei Burgthann in die Schwarzach mündet.

## Tiefenbachdurchlass

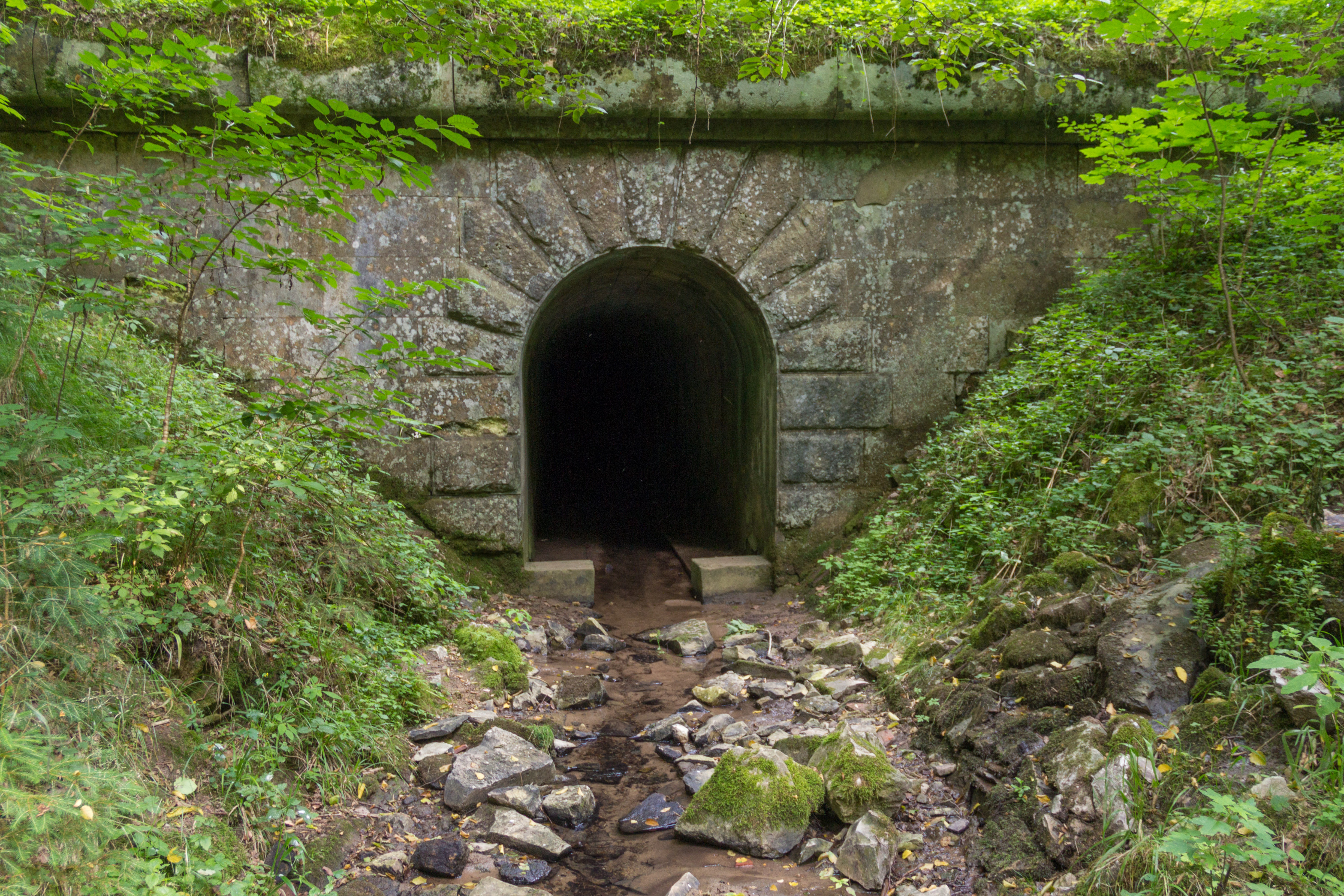
Auslass des Tiefenbach

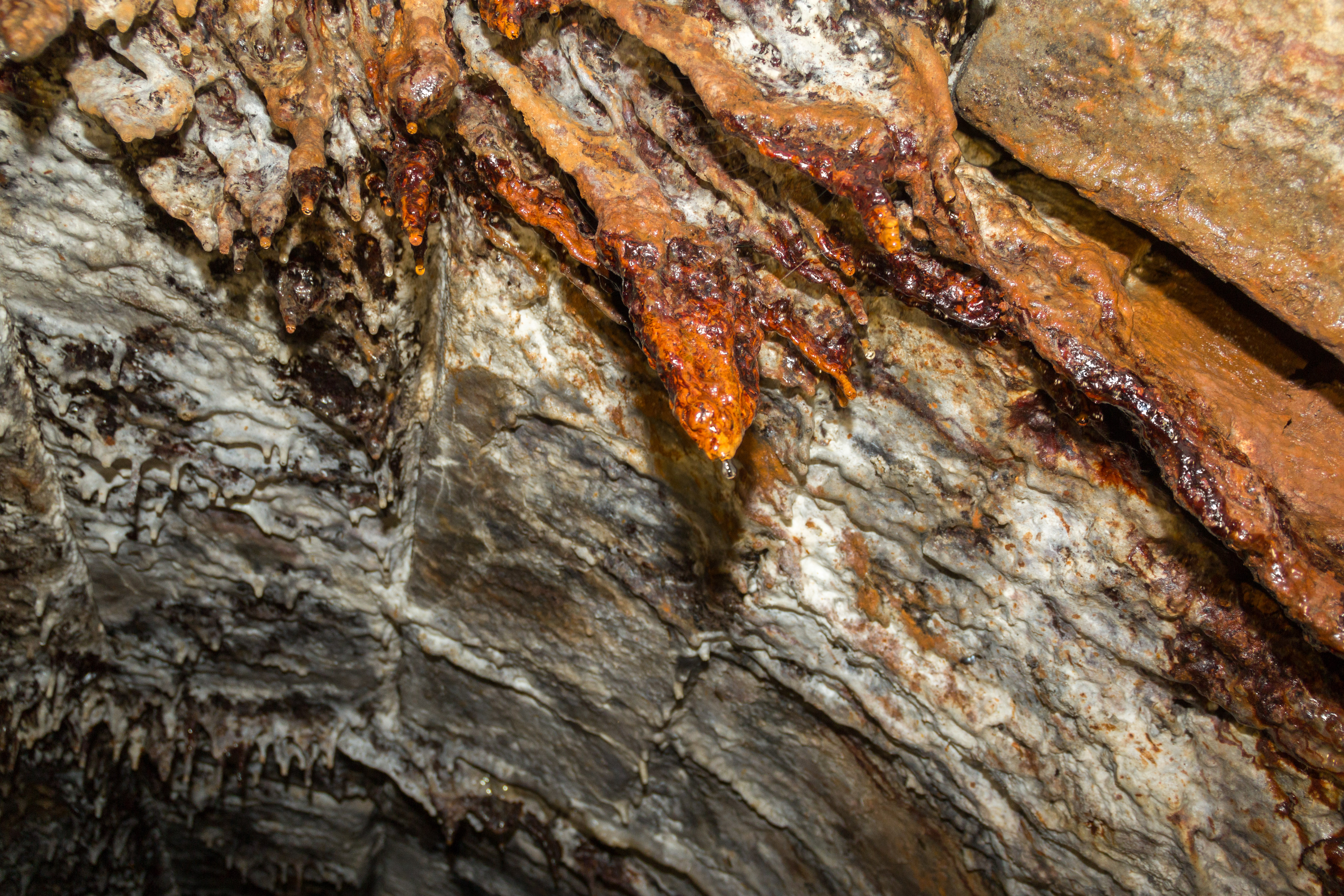
Versinterung und Tropfsteine

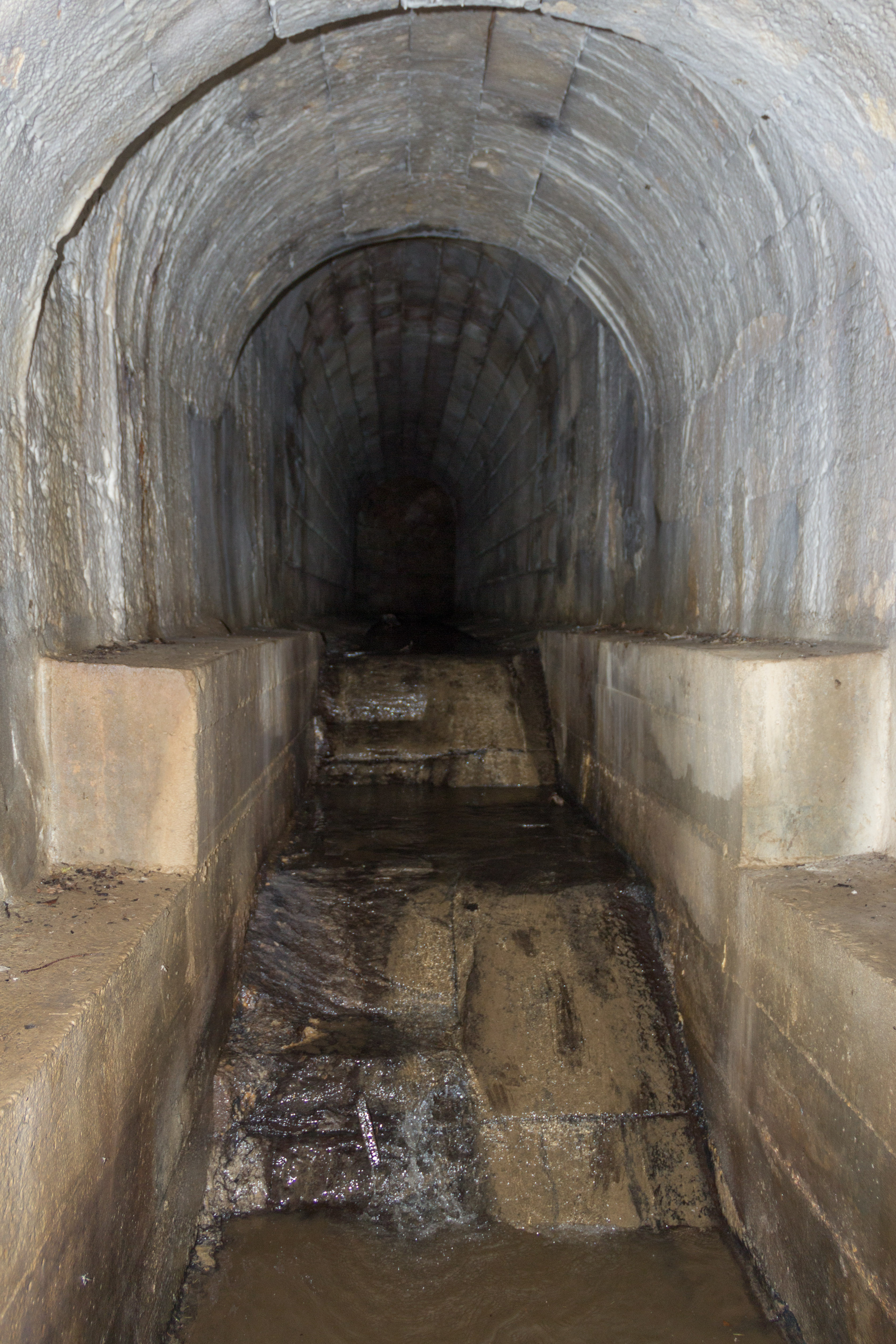
Die Steintreppen am Auslauf

Aufgrund der tiefliegenden Talsohle konnte das Wasser des Tiefenbachs nicht in den Kanal abgeleitet werden. Zur Durchleitung wurde an der Talsohle ein großzügig dimensionierter Durchlass gebaut. Der Bachlauf wird dabei in Süd-Nord-Richtung auf einer Länge von etwa 180 Metern durch den Dammsockel geleitet. Der U-förmige Tunneldurchmesser misst im Schnitt etwa 2,30 mal 2 Meter. Die Portale sind aus Burgsandstein gebaut. Der Innenbereich ist vollständig und überwiegend mit Burgsandsteinquadern ausgekleidet. Rechtsseitig parallel zum Bach verläuft ein etwa einen Meter breiter Gehweg der für Revisionsarbeiten angelegt wurde. Im Inneren findet sich eine Einmeiselung mit der Jahreszahl 1877. Diese scheint aber neueren Datums zu sein und wurde wahrscheinlich bei der Restaurierung in den 1990ern erneuert. An der Decke und Wänden finden sich teilweise schöne und bunte Sinter- und Tropfsteinbildungen. Die rötlichen und bräunlichen Farbschläge verdanken sie den gelösten Eisenoxiden aus dem umgebenden Dogger.
Der Bachverlauf durch den Damm erfolgt nicht geradlinig und weist zwei Abknickungen auf. Die Kurven wurden angelegt um den Damm selbst sowie den östlichen Talhang zu entwässern und dem Durchfluss Geschwindigkeit zu nehmen. Etwa 30 Meter vor dem Ausflussportal befinden sich einige Steinstufen. Diese wurden nachträglich angelegt, als der Dammsockel verbreitert werden musste.
In seinem weiteren, offenen Verlauf ist das Bachbett auf einer Länge von etwa 100 Metern vollständig mit Sandstein ausgekleidet und auffallend flach ausgelegt. Am Ende der Strecke befindet sich ein etwa drei Meter hohes Absturzbauwerk. Die Maßnahmen dienten dazu, dem Wasser, vor allem bei Hochwasser, die Geschwindigkeit zu nehmen. Damit wird eine unerwünschte Einkerbung in die Landschaft verhindert, die den Damm möglicherweise erneut gefährden würde.

## Entwässerungsstollen
Um den Damm vor Durchnässung durch Oberflächen- und Quellwasser zu schützen und damit folgenschweren möglichen Hangrutschungen vorzubeugen, wurden an der Ostflanke des Dammes Entwässerungsstollen angelegt.

### Blindstollen

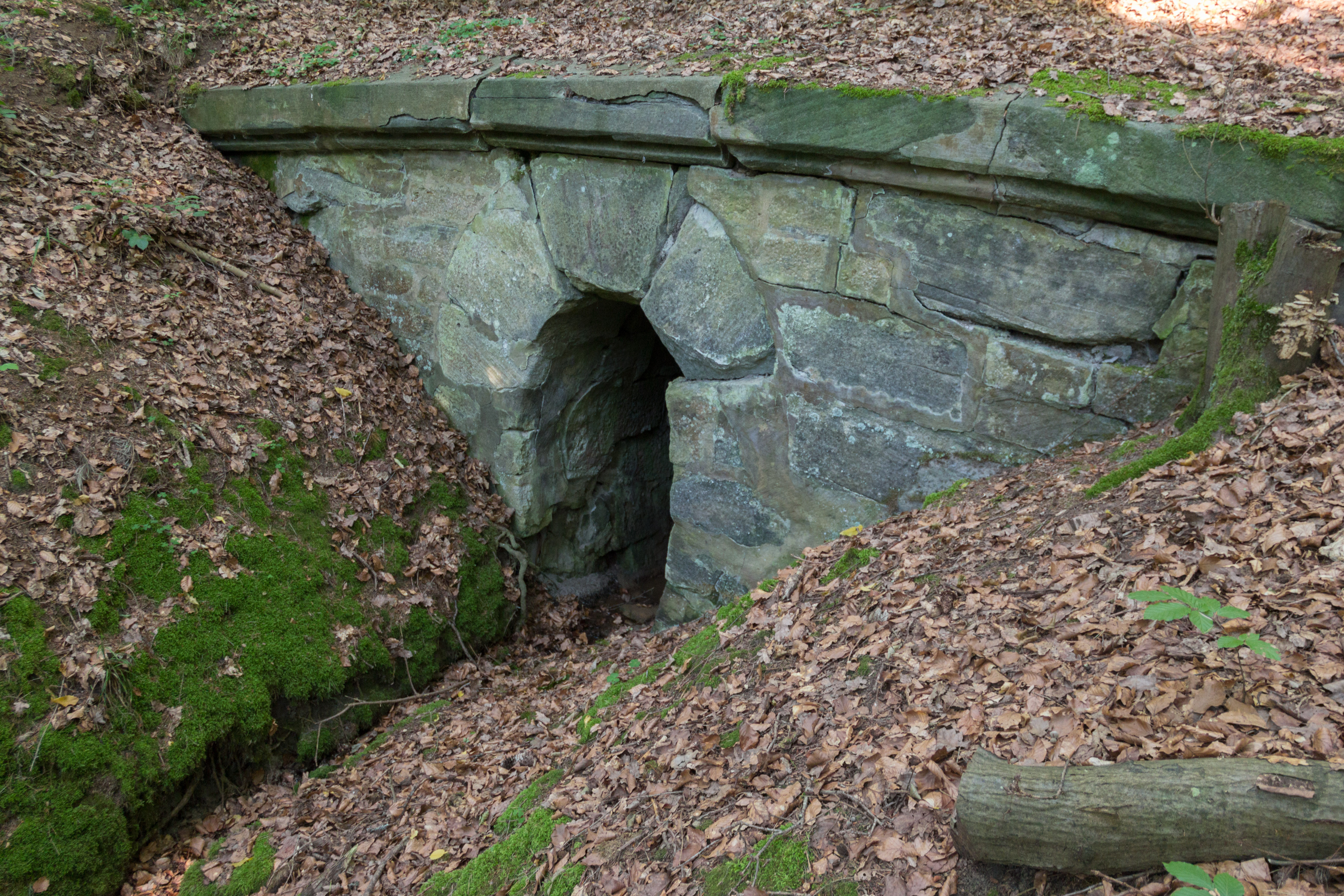
Auslass des östlichen Blindstollens

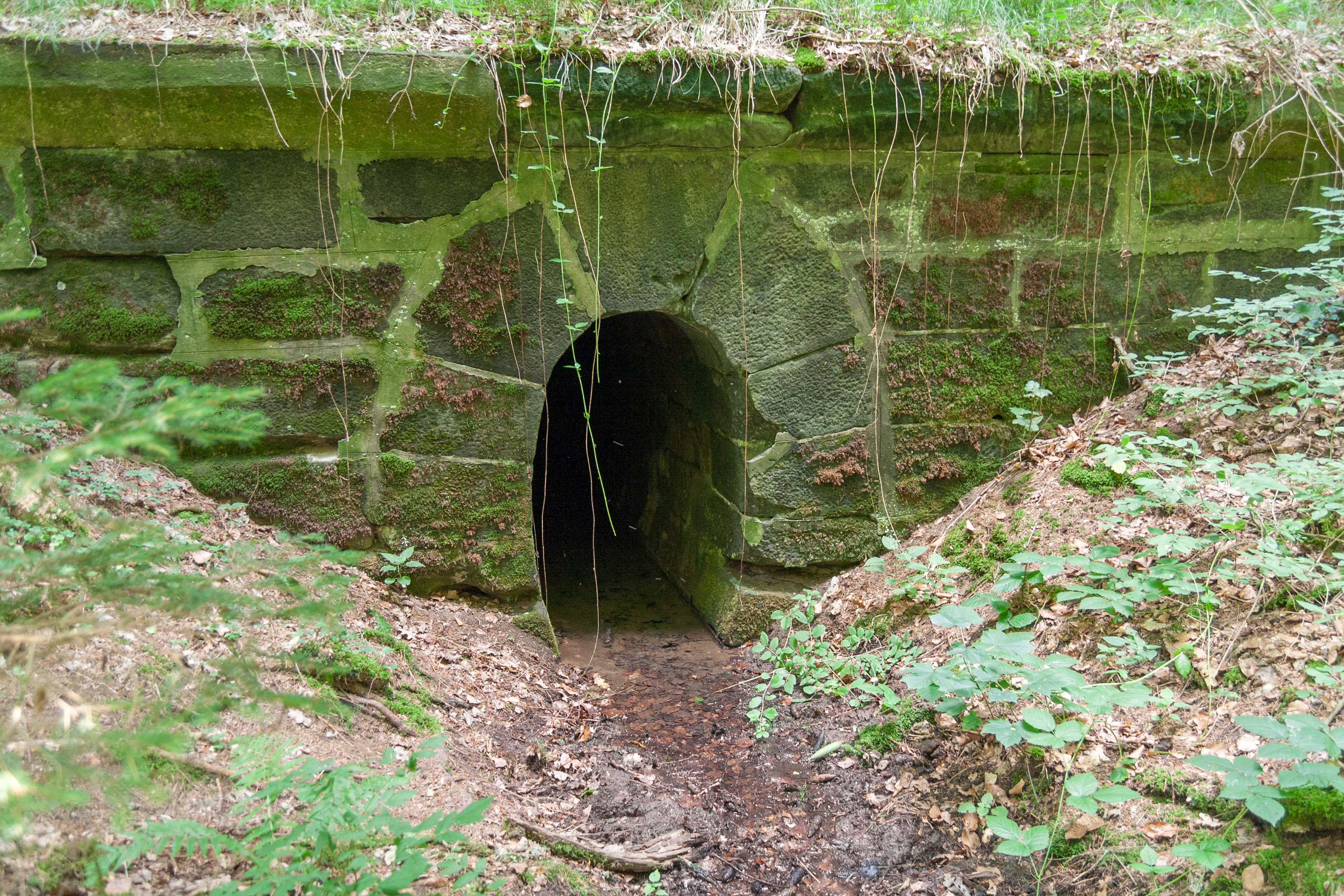
Auslass des westlichen Blindstollens

An der nördlichen Dammschulter befinden sich zwei Blindstollen.
Das Portal des höhergelegenen und östlichen Stollens befindet sich etwa fünf Meter unterhalb der Dammkrone. Das Eingangsportal ist aus Burgsandstein. Über dieses entwässert der Stollen zum tieferliegenden Tiefenbach. Er ist etwa 80 Meter lang und als Blindstollen ausgelegt. Im Innenbereich ist er etwa 1,70 Meter hoch, bis zu 85 Zentimeter breit und führt in südlicher Richtung in den Damm. Der Querschnitt ist oval und er hat damit die optimale Form um den Druck der auf ihm lastenden Erdschichten abzuleiten. Das aus Burgsandstein bestehende Mauerwerk im Inneren ist nahezu im Original erhalten. Hier wurden nur Schadstellen ausgebessert. Am Ende wurde der Stollen vermauert. Durch Vandalismus und wahrscheinlich zur Überprüfung, ob der Stollen weiterführt, wurden dort Steine aus der Mauer herausgebrochen.
Der zweite Blindstollen befindet sich in der Nähe des westlichen Talflanke etwa auf halber Höhe des Damms. Das Portal ist ebenfalls aus Burgsandstein eingefasst jedoch mit etwa 1,35 Meter Höhe deutlich niedriger als die anderen Entwässerungsstollen. Ein unbefestigter Weg führt unmittelbar am Auslass vorbei. Im Inneren ist der Stollen bis auf ein paar Ausbesserungen im Originalzustand. Die Entwässerung erfolgt auch hier in den Tiefenbach.

### Durchgänger Stollen

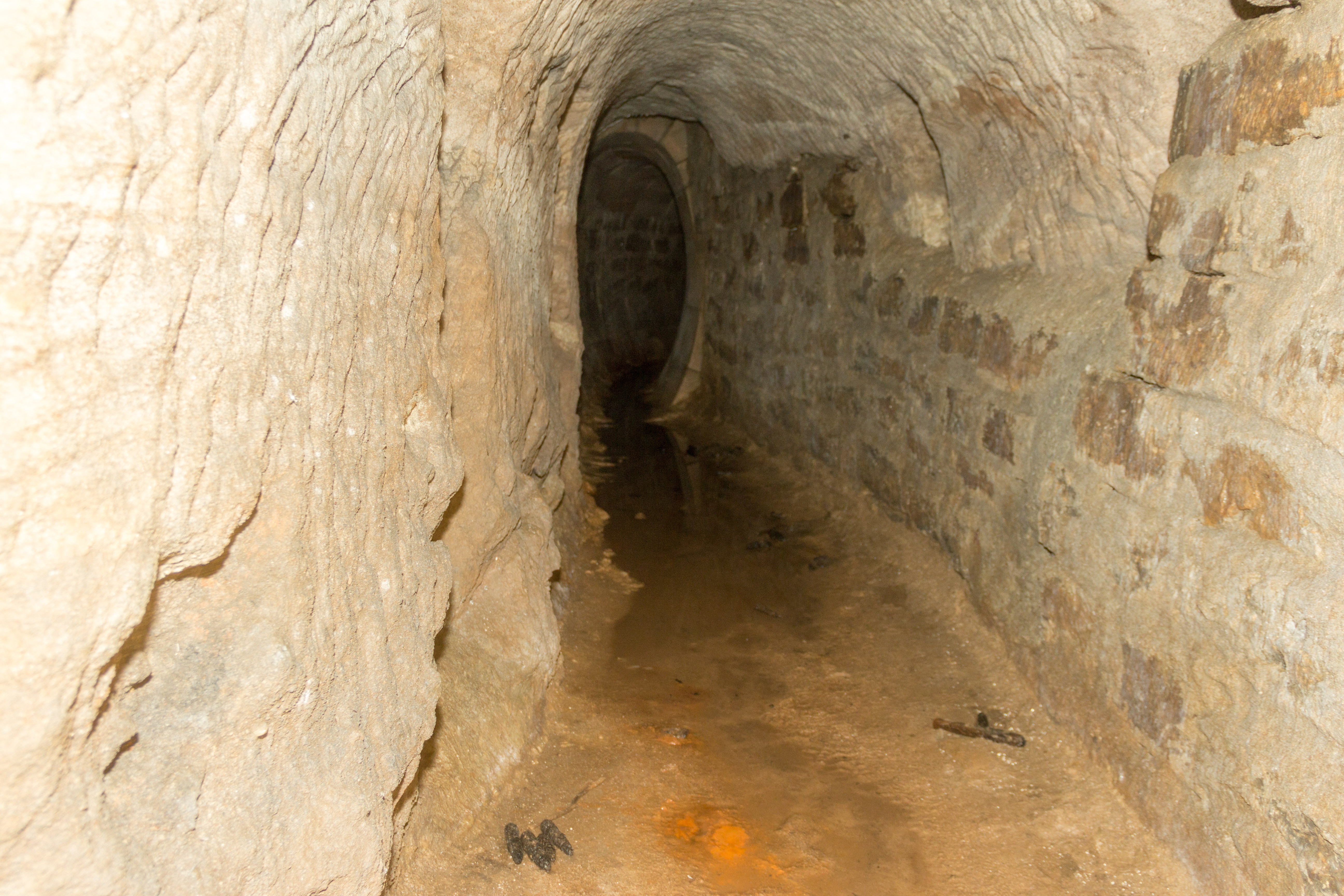
Der Stollen im Inneren

Der zweite Stollen befindet sich etwa 20 Meter östlich auf etwa gleicher Höhe wie der Bachdurchlass. Dieser Stollen hat nahezu die gleiche Geometrie wie der Blindstollen. Er führt jedoch vollständig durch den Damm. Das zweite Portal befindet sich auf der Südseite etwa 10 Meter östlich des Bachdurchlasses. Sein Verlauf ist nicht geradlinig ausgebildet und mit etwa 230 Meter Länge deutlich länger als der parallel verlaufende Bachdurchlass. Der Verlauf richtet sich hier an der östlichen Talflanke des Distelloches aus. Die Entwässerung erfolgt in südlicher und nördlicher Richtung in den Tiefenbach. Im inneren Verlauf wechseln sich ovale Passagen, geradlinige Mauern, Kavernen und rohe, in den Sandstein getriebene Passagen ab. Auch hier sind bunte Sinter und kleinere Tropfsteine zu finden. Der Stollen wurde in den 1990er Jahren grundlegend im Wesentlichen im ursprünglichen Stil saniert.
Die Stollen und der Bachdurchlass sind ganzjährig und auf eigene Gefahr frei zugänglich. Sie sollten zum Schutz von Fledermäusen und im Sinne des Höhlenschutzes zwischen Oktober und Mai nicht betreten werden.
Im Umfeld des Dammes befinden sich ein paar kleinere Sandsteinsteinbrüche, die wahrscheinlich der Nahversorgung mit Baumaterial für Durchlass-, Stollen- und Bacheinkleidung dienten.